# Foetale-alcoholsyndroom
Het foetale-alcoholsyndroom, of afgekort FAS, is een aangeboren aandoening bij mensen met als oorzaak een te grote of regelmatige opname van alcohol tijdens de zwangerschap, wanneer de baby zich in de foetale fase bevindt. Er is geen genezing van deze aandoening mogelijk.

## Oorzaak
Een eenmalig excessief gebruik van drank kan al grote effecten op de foetus veroorzaken. Maar ook kleine hoeveelheden alcohol kunnen effect hebben op de ongeboren baby. Er zijn afwijkingen geconstateerd bij minder dan 1 glas per week. De aandoening kan ook ontstaan als de vrouw vóór de zwangerschap te veel alcohol gebruikt. Het is niet bekend waar de grens ligt, maar het risico op het syndroom is het grootst gedurende de eerste maanden. Het verdient de voorkeur geheel geen alcohol te gebruiken tijdens de zwangerschap.
De alcohol die de moeder gebruikt komt in haar bloedsomloop en wordt via de placenta doorgegeven aan de baby. Een volwassene kan alcohol afbreken, maar de baby kan dat niet. Doordat bovendien de hersenen en het centrale zenuwstelsel volop in ontwikkeling zijn, is de baby tijdens de zwangerschap extra gevoelig voor het giftige effect van alcohol.
Het syndroom leidt bij 70 procent van de zwangerschappen tot een miskraam.
Een kind met FAS zal psychische en lichamelijke aandoeningen opbouwen tijdens de zwangerschap, die na de geboorte niet meer weg gaan. FAS is een van de belangrijkste redenen van de onderontwikkeling van de hersenen.

## Vaak voorkomende uiterlijke symptomen bij de geboorte
Een baby met FAS vertoont de volgende symptomen hieronder direct na de geboorte:
- Licht tot ernstig ondergewicht
- Kleiner hoofd dan leeftijdsgenoten (microcefalie)
- Specifieke gezichtskenmerken
  - Plat gevormd gelaat
  - Korte wipneus
  - De ogen staan recht (bij de meeste kinderen juist scheef) en verder uit elkaar.[3] Smalle oogspleetjes.
  - Een extra plooi tussen de neus en het oog.
  - Terugwijkende onderkaak
  - Dunne bovenlip, grote afstand tussen de neus en de lip. Het filtrum (neusgootje tussen neus en lippen) is afgeplat.[4]
  - Oren hebben een simpele vorm en zitten lager op het hoofd.[3]

Als een baby slechts enkele van deze symptomen heeft, wordt gesproken van een foetal alcohol spectrumstoornis.

## Vaak voorkomende fysieke en mentale symptomen
- Beschadiging of letsel aan het centrale zenuwstelsel, epilepsie
- Niet functionerende of beschadigde nieren, hart en/of darmen
- Zware vorm van hyperactiviteit
- Angst, tics, ODD, somberheid en autisme[3]
- Kans om zelf te veel alcohol te gaan gebruiken
- Aanvaringen met justitie, gevangenisstraf[4]
- Houterig bewegen
- Slaapproblemen.

## Test tijdens de zwangerschap
Er bestaat geen test om tijdens de zwangerschap te bepalen of de baby beschadigd is door het alcoholgebruik van de moeder.